# Lonchophyllinae
Lonchophyllinae — підродина рукокрилих ссавців з родини листконосових (Phyllostomidae).